# Jetpur Navagadh
Jetpur Navagadh ist eine Stadt im indischen Bundesstaat Gujarat. Die Stadt liegt am westlichen Ufer des Flusses Bhadar.
Die Stadt ist der Teil des Distrikt Rajkot. Jetpur Navagadh hat den Status einer Municipality. Die Stadt ist in 15 Wards gegliedert.

## Demografie
Die Einwohnerzahl der Stadt liegt laut der Volkszählung von 2011 bei 118.302. Jetpur Navagadh hat ein Geschlechterverhältnis von 903 Frauen pro 1000 Männer und damit einen für Indien üblichen Männerüberschuss. Die Alphabetisierungsrate lag bei 82,1 % im Jahr 2011. Knapp 85 % der Bevölkerung sind Hindus, ca. 14 % sind Muslime und ca. 1 % gehören einer anderen oder keiner Religion an. 10,5 % der Bevölkerung sind Kinder unter 6 Jahren.

## Wirtschaft
Jetpur Navagadh ist eine Textilstadt. Sie ist eines der größten Zentren für Siebdruck, Blockdruck und Garnfärberei im Land. Es ist berühmt für seine Baumwollsari-Industrie und ist ein wichtiger Exporteur von Kanga und Kitenge (Stoffe, die in Afrika für verschiedene Zwecke verwendet werden).